# Delftse Poort
El Delftse Poort (en inglés: Delft Gate Building) es un complejo de rascacielos de dos torres junto a la Estación Central en Róterdam, en los Países Bajos. Hasta mayo de 2009, la Torre I era la torre de oficinas más alta de los Países Bajos.

## Características
La Torre I mide 151,35 m y tiene 41 pisos y en el momento de su construcción se convirtió en la más alta del Benelux tras superar a la Tour du Midi de Bruselas. La Torre II mide 93 m y tiene 25 pisos. Ambas están construidas sobre un podio multifuncional de 4 pisos que linda con la estación central de Róterdam. Todo el complejo cuenta con 28 ascensores. El área bruta del piso en el complejo es de 106.000 m², y las oficinas ocupan 66.000 m².
El complejo fue diseñado entre 1987 y 1989 por Bonnema Architecten y fue construido entre 1988 y 1991. Costó 240 millones de florines (unos 110 millones de euros). Debido a un túnel subterráneo excavado debajo del complejo, se requirieron métodos de construcción avanzados, lo que permitió la construcción de un solo piso subterráneo.